# Dominio magnetico

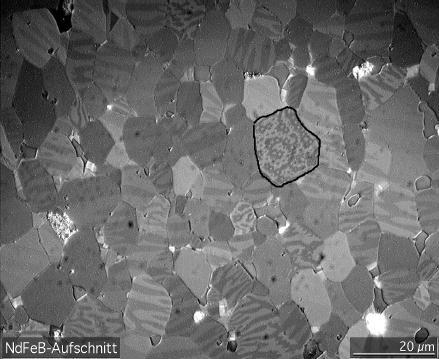
Domini magnetici all'interno di un magnete permanente

In fisica, in particolare nel magnetismo nella materia, un dominio magnetico è una regione di un materiale ferromagnetico caratterizzata dal possedere una magnetizzazione uniforme: i momenti magnetici degli atomi presenti nel dominio sono allineati ed hanno lo stesso verso.
Al di sotto della temperatura di Curie il materiale subisce una transizione di fase e la sua magnetizzazione caratterizza diversamente piccole regioni spaziali, i domini magnetici, all'interno dei quali è uniforme.

## Sviluppo della teoria dei domini
La teoria dei domini magnetici fu sviluppata dal fisico francese Pierre-Ernest Weiss, che per primo ne ipotizzò l'esistenza nel 1906.
Egli ipotizzò che un gran numero di momenti magnetici, dell'ordine di 1012-1018, fossero allineati parallelamente all'interno di diversi domini. Ogni dominio è caratterizzato da un allineamento secondo una direzione diversa, anche se esistono direzioni privilegiate all'interno della struttura cristallina.

## Considerazioni energetiche

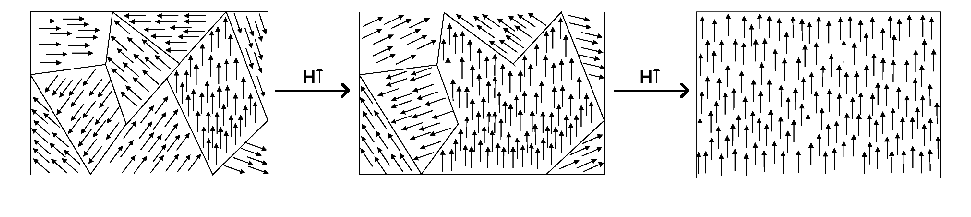
Orientazione e incremento delle dimensioni dei domini magnetici in conseguenza dell'applicazione di un campo magnetico esterno

L'esistenza dei domini magnetici è dovuta alla minimizzazione dell'energia magnetica. L'energia è infatti la somma di diversi termini
{\displaystyle E=E_{ex}+E_{k}+E_{\lambda }+E_{D}+E_{H}}
dove Eexè l'energia di scambio, Ek l'energia anisotropia, Eλ l'energia magnetoelastica, ED l'energia magnetostatica e EH l'energia di Zeeman, che si presenta in presenza di un campo magnetico esterno. La minimizzazione dell'energia totale produce la formazione di regioni caratterizzate dall'allineamento dei momenti magnetici dei singoli atomi. Questo fatto genera importanti conseguenze nelle caratteristiche magnetiche del materiale, dal momento che l'applicazione di un campo magnetico esterno determina l'allineamento dei domini e genera una magnetizzazione non trascurabile all'interno del cristallo.